# Матвіївська сільська рада (Шумський район)
Матві́ївська сільська́ ра́да — адміністративно-територіальна одиниця та орган місцевого самоврядування в Шумському районі Тернопільської області. Адміністративний центр — село Матвіївці.

## Загальні відомості
- Територія ради: 27,1 км²
- Населення ради: 1 084 особи (станом на 2001 рік)
- Територією ради протікає річка Гориночка

## Населені пункти
Сільській раді підпорядковані населені пункти:
- с. Матвіївці
- с. Гриньківці

## Склад ради
Рада складалася з 12 депутатів та голови.
- Голова ради: Шостацький Михайло Андрійович
- Секретар ради: Олійник Софія Григорівна

### Керівний склад попередніх скликань
| Прізвище, ім'я, по батькові   | Основні відомості                                                 | Дата обрання | Дата звільнення |
| ----------------------------- | ----------------------------------------------------------------- | ------------ | --------------- |
| Шостацький Михайло Андрійович | Сільський голова, 1971 року народження, освіта вища, безпартійний | 26.03.2006   | 31.10.2010      |
| Шостацький Михайло Андрійович | Сільський голова, 1971 року народження, освіта вища, безпартійний | 31.10.2010   |                 |

Примітка: таблиця складена за даними сайту Верховної Ради України

### Депутати
За результатами місцевих виборів 2010 року депутатами ради стали:

#### За суб'єктами висування
| Суб'єкт висування          | Кількість обраних депутатів | %  |
| -------------------------- | --------------------------- | -- |
| Громадянська партія «Пора» | 6                           | 50 |
| Самовисування              | 6                           | 50 |

#### За округами
| № округу                   | Прізвище, ім'я, по батькові     | Дата визнання обраним | Освіта             | Партійна приналежність           | Відомості про обраного депутата                                 |
| -------------------------- | ------------------------------- | --------------------- | ------------------ | -------------------------------- | --------------------------------------------------------------- |
| Громадянська партія «ПОРА» |                                 |                       |                    |                                  |                                                                 |
| 1                          | Бугело Андрій Миколайович       | 03.11.2010            | вища               | член Громадянської партії «ПОРА» | тимчасово не працює                                             |
| 2                          | Пилипко Марія Михайлівна        | 03.11.2010            | середня            | член Громадянської партії «ПОРА» | тимчасово не працює                                             |
| 5                          | Басій Ніна Михайлівна           | 03.11.2010            | середня спеціальна | член Громадянської партії «ПОРА» | пенсіонер                                                       |
| 6                          | Олійник Оксана Тимофіївна       | 03.11.2010            | вища               | позапартійна                     | Матвіївська сільська рада, бухгалтер                            |
| 9                          | Стаднік Софія Іванівна          | 03.11.2010            | середня спеціальна | позапартійна                     | ЗАТ «Молоко» с. Біло Криниця Кременецький район, зливщик молока |
| 10                         | Костюк Микола Митрофанович      | 03.11.2010            | середня            | позапартійний                    | тимчасово не працює                                             |
| Самовисування              |                                 |                       |                    |                                  |                                                                 |
| 3                          | Олійник Софія Григорівна        | 03.11.2010            | вища               | позапартійна                     | Матвіївська сільська рада, секретар                             |
| 4                          | Дрозд Леонід Сергійович         | 03.11.2010            | середня спеціальна | позапартійний                    | тимчасово не працює                                             |
| 7                          | Гринюк Василь Миколайович       | 03.11.2010            | середня спеціальна | позапартійний                    | тимчасово не працює                                             |
| 8                          | Бойко Роман Володимирович       | 03.11.2010            | середня спеціальна | позапартійний                    | тимчасово не працює                                             |
| 11                         | Денисюк Олександр Володимирович | 03.11.2010            | вища               | позапартійний                    | тимчасово не працює                                             |
| 12                         | Карп'юк Олександр Іванович      | 03.11.2010            | середня спеціальна | позапартійний                    | СТО м. Ланівці, слюсар                                          |